# Arjola Trimi
Arjola Trimi, née le 15 mars 1987 à Tirana (Albanie), est une nageuse handisport italienne, concourant dans la catégorie S3 ayant des problèmes de coordinations des membres ou aucun usage de leurs jambes.
Aux Jeux paralympiques d'été de 2020, elle remporte deux fois l'or paralympique sur le 100 m nage libre S3 e le 50 m dos S3.

## Jeunesse
Née à Tirana en Albanie, ses parents s'installent à Milan en Italie alors qu'elle n'a que 2 ans. Elle commence le sport par le basket mais à l'âge de 12 ans, on lui diagnostique une maladie dégénérative, une tétraplésie spastique qui la rend tétraplégique.
Elle fait des études d'économie à l'Université de Milan-Bicocca.

## Carrière
Arjola Trimi représente l'Italie aux Jeux paralympiques d'été de 2020 où elle remporte 4 médailles sur les 5 courses sur lesquelles elle s'aligne. Sur le 100 m nage libre S3, elle bat le record d'Europe de la distance en 1 min 30 s 22, devançant l'Américaine Leanne Smith et la Russe Iuliia Shishova. Deux jours plus tard le 2 septembre, elle termine 2e du 50 m nage libre S4 derrière l'Australienne Rachael Watson (39 s 36) en 40 s 32. Le 26 août, elle avait déjà remporté l'argent sur le relais 4 x 50 m nage libre 20 points avec ses compatriotes Giulia Terzi, Francesco Bocciardo et Antonio Fantin en 2 min 25 s 48. Elle est également médaillée d'or sur le 50 m dos S3 devant la Britannique Ellie Challis et la Russe Iuliia Shishova.